# Râul Dobruș
Râul Dobruș este un curs de apă, afluent al râului Răcătău. 